# بيتر غرين (موسيقي)
بيتر غرين (بالإنجليزية: Peter Green) (و. 1946  م) هو عازف قيثارة، وعازف بانجو، وكاتب أغاني، ومغني، من المملكة المتحدة، ولد في لندن.

## روابط خارجية
- بيتر غرين على موقع IMDb (الإنجليزية)
- بيتر غرين على موقع الموسوعة البريطانية (الإنجليزية)
- بيتر غرين على موقع ميوزك برينز (الإنجليزية)
- بيتر غرين على موقع رولينغ ستون (الإنجليزية)
- بيتر غرين على موقع إن إن دي بي (الإنجليزية)
- بيتر غرين على موقع أول ميوزيك (الإنجليزية)
- بيتر غرين على موقع ديسكوغز (الإنجليزية)
- بيتر غرين على موقع ديسكوغز (الإنجليزية)
- بيتر غرين على موقع قاعدة بيانات الفيلم (الإنجليزية)